# Phomopsis quercicola
Phomopsis quercicola är en svampart som beskrevs av Moesz 1921. Phomopsis quercicola ingår i släktet Phomopsis och familjen Diaporthaceae.   Inga underarter finns listade i Catalogue of Life.